# Šivalica
Šivalica (lat. Cistocola juncidis) je ptica iz reda vrapčarki. To je dužinom od desetak cm malena pjevica a prepoznaje ju se po zatupljenom završetki repa koji je na kraju svijetlo obrubljen. Ptica ga često lepezasto širi. U vrijeme parenja mužjak ima snažne tamne pjege na leđima, dok su inače neupadljivo prugasti kao i ženke. Pruga nad očima je tek naznačena, dok su im noge tamno bež do narančaste.

## Podvrste
- C. j. juncidis živi u mediteranskom dijelu Francuske, na Korzici, Sardiniji i Kreti, kao i u Turskoj i Egiptu.
- Područja koja nastanjuje C. j. cisticola su zapadna Francuska, Pirenejski poluotok, Baleari i sjever Afrike.
- C. j. neurotica se može sresti u Iraku i na zapadu Irana.
- Tri podvrste žive u tropskim dijelovima Afrike, tri u Indiji i Nepalu, šest od istoka Azije pa do juga Indonezije, a u Australiji žive još tri podvrste.

## Životni okoliš
Hrani se sjemenkama i kukcima. Živi u Europi, Australiji, Africi i Aziji. 

## Drugi projekti
|  | Zajednički poslužitelj ima stranicu o temi Šivalica    |
|  | Zajednički poslužitelj ima još gradiva o temi Šivalica |
|  | Wikivrste imaju podatke o taksonu Šivalici             |